# Triakel
A Triakel egy svéd folkegyüttes. Főként régi svéd dalokat adnak elő, elsősorban Jämtland vidékéről, de időnként kortárs folkelőadók dalait is feldolgozzák.
Emma Härdelin (Garmarna) 1995-ben alapította meg a Triakel együttest, Kjell-Erik Erikssonnal (Hoven Droven) és Janne Strömstedttel (ex-Hoven Droven) együtt.
Eriksson és Strömstedt egy elvesztett fogadás következtében arra kényszerültek, hogy együtt zenéljenek 1994. Újév napján, csak hegedűt és harmóniumot használva.
Az előadásuk aztán olyan mérvű sikert aratott, hogy úgy döntöttek, továbbviszik ezt a projektet. Härdelin valamivel később csapódott az újonnan megalakult zenekarhoz énekesként, majd egy hosszadalmas vitát követően megegyeztek a „Triakel” névben (ami a jämtlandi svéd dialektusban egy fekete édesgyökérfajta neve).

## Diszkográfia

### Albumok
- Triakel (1998 májusában adta ki az MNW Records Group AB)
- Vintervisor (2000 novemberében adta ki a Mono Music AB)
- Sånger från 63° N (2004 szeptemberében adta ki a Triakel Records)
- Ten years of Triakel (2005-ben adta ki a Triakel Records)

### Kislemezek
- Innan gryningen (1999, Benny Andersson (ABBA) vendégszereplésével)

## Külső hivatkozások
- Az együttes hivatalos honlapja
- Triakel webshop Archiválva 2007. október 24-i dátummal a Wayback Machine-ben

### Videó
- TVfolk.net ("Sweden")